# ブライアン・マクウィニー
ブライアン・ジェームズ・マクウィニー（Brian James MacWhinney、1945年8月22日 - ）は、カーネギーメロン大学の心理学と現代言語学の教授。第一・第二言語獲得、心理言語学、言語の神経学的基盤を専門とし、これらのテーマに関する数冊の本や100以上の査読付き論文、書籍の章を執筆・編集している。マクウィニーは、言語獲得の競合モデル、CHILDES（Child Language Data Exchange System）とTalkBankコーパスの作成で最もよく知られている。また、Macintosh用の実験制御システムPsyScope、Microsoft Windowsプラットフォーム用の実験制御システムE-Prime、心理学的・言語学的研究を促進・改善するためのスクリプトのデータベースSystem for Teaching Experimental Psychology (STEP)など、心理学的実験を作成・実行するための先駆的なソフトウェアプログラムの開発にも貢献した。

## 経歴
1965年、19歳のときにカリフォルニア大学バークレー校で修辞学と地質学の学士号を取得した。 その後、1967年に音声科学の修士号を、1974年に心理言語学の博士号を取得しました。常勤の研究者としてのキャリアを追求する前は、1966年から1968年までオークランド統一学区の小学校教師、1968年から1973年までカリフォルニア大学バークレー校で教務補助員、1972年から1973年までカリフォルニア大学バークレー校で研究補助員、1973年から1974年までカリフォルニア大学デービス校で心理学者として研究に従事した。マクウィニーは、デンバー大学の心理学のテニュアトラック教授として1974年に彼の最初のフルタイムの学術的地位のために雇われた。1981年には、カーネギーメロン大学の心理学科の教授に招かれ、現在に至る。2001年には香港大学の客員特別教授を務めた。
国際児童言語研究協会（International Association for the Study of Child Language）、全米研究評議会（National Research Council）、ブレインマップ諮問委員会（Brain Map Advisory Board）など、多くの組織や学術機関から、マクウィニーの研究と奨学金の質の高さが評価され、表彰されている。マックウィニーの専門的な活動としては、いくつかの専門家協会、学術雑誌、助成金機関の理事会に積極的に参加しているほか、大学のプログラム審査員や、サイエンス、ネイチャー、Psychological Bulletin and Reviewなどの権威ある学術雑誌の臨時審査員も務めている。アメリカ教育研究協会、アメリカ心理学会、計算言語学協会、認知科学学会、国際児童言語学会、アメリカ言語学会、心理学学会、児童発達研究学会など、多くの著名な専門学会の会員であり、フェローシップを得ている。
また既婚者で、2人の息子がいる。英語、ハンガリー語、ドイツ語、フランス語、スペイン語、イタリア語など6カ国語に堪能で、世界各国で研究発表を行っている。

## 競合モデル
マクウィニーは、競合モデルと呼ばれる第一・第二言語獲得と言語処理のモデルを開発した。このモデルでは、言語習得を語彙項目、音韻形、構文パターンの間の競争から生じる創発的な現象として捉え、同期的、存在論的、系統論的な時間スケールでの言語処理を説明している。この競争モデルに基づく実証研究では、言語形態の学習は、異なる文脈でさらされたの単語やパターンへを正確に記録することに基づいていることが示されている。競争モデルの予測は、心理言語学、認知神経科学、認知発達の分野の研究によって支えられている。

## CHILDES & TalkBank プロジェクト
マクウィニーは、言語習得研究のために広く使われているCHILDESとTalkBankコーパスを開発・運営している。また彼はナン・バーンスタイン・ラトナーとともにTalkBankプロジェクトであるFluencyBankを管理している。
CHILDESシステムは、会話の相互作用を研究するためのツールを提供している。これらのツールには、トランスクリプトのデータベース、トランスクリプトをコンピュータで分析するためのプログラム、言語コーディングの方法、トランスクリプトをデジタル化された音声やビデオにリンクさせるシステムなどがある。CHILDESのデータベースには、言語学習者の様々なコンピュータ化されたトランスクリプトが収録されている。これらのトランスクリプトの多くは、自然な会話のやり取りを記録したものである。また、バイリンガルの子ども、学齢期の子ども、成人の第二言語学習者、さまざまな言語障害を持つ子ども、言語喪失から回復しようとしている失語症の子どもの記録もある。これらの記録には、26の異なる言語の学習に関するデータが含まれている。
TalkBankには、CHILDESのほか、失語症の人、第二言語学習者、大人の会話、教室での言語学習データなど、高齢の子どもや大人の言語データが収録されている。
データベースの構築と維持管理は、国立子ども健康・人間発達研究所（NIH-NICHD）と国立科学財団言語学プログラムからの支援を受けている。

## 言語機能主義
最近、マクウィニーの研究は、第二言語学習の側面と、焦点性脳障害を持つ子どもの発達から明らかになる言語の神経基盤に焦点を当てている。特に、競争モデルによって仮定されたコミュニケーション機能を、視点取得（perspective-taking）のプロセスに関連付けるという、言語機能主義の新しい形の探求を始めている。このプロセスにより、人間の心は、知覚的現実に基づいた言語的抽象化に基づいて、継続的な認知シミュレーションを構築することができるようになる。視点取得アプローチでは、文法の形式は、視点取得と視点切り替えの繰り返しの行為から生まれてくるという。代名詞、大文字、小文字、声などの文法装置はすべて、基本的に自我中心の視点の変化を表現する方法として見ることができます。この新しい研究の主要な目標の一つは、遠近法シフトの根底にある脳のメカニズムをよりよく理解することである。

## 受賞歴
- President, International Association for the Study of Child Language, 1999–2002
- National Research Council panel on Early Childhood Education, 1998–1999
- International Association for Child Language Executive Committee, 1990–1996
- Brain Map Advisory Board, 1992–1995
- Fellow, Association for Psychological Science
- Fellow, American Psychological Association
- Advisory Board of the MacArthur Infancy Network, 1988–1990
- Chair, Oversight Committee for the Behavioral Sciences, 1987
- Nominated as Fellow, Center for Advanced Research, 1987
- Director, Child Language Data Exchange System, 1984–present
- Nominated for NATO fellowship, 1980
- Nominated for Fulbright lectureship, 1979
- Ford Fellow, 1973
- IREX Fellow, 1973